# Armonini-Nunatak
Der Armonini-Nunatak ist ein teilweise schneebedeckter Felsvorsprung im ostantarktischen Mac-Robertson-Land. Er ragt 8 km ostsüdöstlich des Mount Reu in den Prince Charles Mountains auf. An der Nordwestflanke des Nunatak liegt ein Moränengebiet.
Kartiert wurde die Formation anhand von Luftaufnahmen, die 1960 im Rahmen der Australian National Antarctic Research Expeditions entstanden. Namensgeber ist Giovanni C. Armonini, Meteorologe auf der Davis-Station im Jahr 1962.